# Nur Ali
Nur B. Ali (ur. 12 października 1974 w Karaczi) – pakistański kierowca wyścigowy.
Na stałe mieszka w Stanach Zjednoczonych. W 1998 roku ukończył studia na Wydziale Sztuk Pięknych uniwersytetu w Waszyngtonie. Później obrał jednak inną drogę życiową, zostając pierwszym w historii swojego kraju zawodowym kierowcą wyścigowym.
Karierę rozpoczął w znanej szkole wyścigowej Skipa Barbera. W latach 2000–2004 ścigał się w regionalnych zawodach serii Formuła Mazda. Dwukrotnie został mistrzem Regionu Południowo-Zachodniego Stanów Zjednoczonych.
W 2005 roku został członkiem zespołu narodowego Pakistanu w Mistrzostwach A1 Grand Prix. Zwykle osiągał bardzo słabe wyniki (często wypadał z trasy wyścigu), lecz w drugim sezonie startów odniósł życiowy sukces na niwie sportowej. 25 lutego 2007 roku podczas wyścigu głównego na torze w Durbanie zajął dziesiąte miejsce, zdobywając w ten sposób swój pierwszy punkt dla Pakistanu.
Jego małżonka nosi imię Farah.